# Sivriada
Sivriada (in greco Ὀξεία?, Oxeia), nota anche come Hayırsızada, è una delle Isole dei Principi nel Mar di Marmara, vicino a Istanbul.
L'isola, che ha una superficie di 0,05 km², fa parte del distretto di Adalar di Istanbul, in Turchia.

## Storia
Sivriada fu spesso utilizzata dai chierici bizantini come luogo lontano per il culto pacifico e dagli imperatori bizantini come comoda prigione per detenere personaggi di spicco ritenuti scomodi. Il primo personaggio famoso a essere imprigionato nell'isola per ordine dell'imperatore Niceforo I fu Platone di Bitinia, zio del famoso chierico Teodoro Studita, per aver sostenuto il nipote nel suo conflitto con l'imperatore. Altri personaggi famosi che soggiornarono sull'isola per motivi religiosi e politici furono Gebon, Basilio Sclero, Niceforitzes (il ministro capo di Michele VII Ducas), il patriarca Giovanni di Antiochia e il patriarca Michele II di Costantinopoli. Le tombe di coloro che morirono sull'isola durante il periodo bizantino sono visibili ancora oggi.
Le rovine di un insediamento romano e di un monastero bizantino del IX secolo sono ancora visibili sulla riva, vicino al rifugio dei pescatori, un piccolo molo spesso utilizzato dagli yacht. Gli edifici più importanti dell'isola furono costruiti nel IX secolo d.C., tra cui una chiesa, una cappella dedicata ai martiri della fede, un monastero all'estremità orientale (le cui mura sono ancora visibili oggi) e una cisterna al centro dell'isola (una parte della quale è ancora visibile).
Nel 1911, in un evento chiamato "Massacro dei cani di Hayırsızada", il governatore di Istanbul ordinò di radunare i cani randagi nelle strade e di esiliarli sulla Sivriada. Circa 80000 cani furono uccisi durante il calvario, per lo più a causa della fame e della sete sulla terra arida dell'isola, e alcuni a causa dell'annegamento mentre cercavano di sfuggire alle orribili condizioni dell'isola. Il forte terremoto che seguì immediatamente l'evento fu percepito dai locali come "una punizione di Dio per aver abbandonato i cani". Per questo motivo l'isola è conosciuta sia come Sivriada che come Hayırsızada ("isola infausta").